# Les 100 (série télévisée)
Pour la série de livres ayant inspiré la série télévisée, voir Les 100.
Les 100 (The 100) est une série télévisée américaine en 100 épisodes de 42 minutes développée et produite par Jason Rothenberg, dont l'histoire est directement inspirée des romans éponymes de Kass Morgan, diffusée entre le 19 mars 2014 et le 30 septembre 2020 sur le réseau The CW.
La série décrit le parcours de survivants humains à bord d'une station spatiale nommée L'Arche à la suite d'une apocalypse nucléaire ayant ravagé la Terre et décimé sa population près d'un siècle auparavant, puis le retour sur Terre d'un groupe de cent jeunes personnes toutes mineures et hors la loi. Leur survie sera difficile car ils devront faire face à de multiples dangers inconnus.
Au Québec, la série est diffusée à partir du 29 décembre 2014 sur Vrak. En France, en Suisse et en Belgique, à partir du 20 janvier 2015 sur la chaîne Syfy et Netflix, ainsi que depuis le 8 mai 2015 en clair sur France 4. Depuis le 31 mars 2024, la série a été retirée du catalogue français de Netflix.

## Synopsis
97 ans après un holocauste nucléaire qui a décimé la population de la Terre, les seuls Terriens survivants sont ceux qui se trouvaient à ce moment-là dans douze stations spatiales en orbite. Depuis, ces douze stations spatiales ont été reliées entre elles et réorganisées afin de garder leurs habitants en vie. Cet assemblage de stations a été baptisé l'Arche, et compte maintenant plus de 2 400 habitants. Trois générations se sont ensuite succédé dans l'espace mais les ressources s'épuisent et l'air respirable commence inexorablement à manquer. Des mesures draconiennes ont donc été prises : peine de mort pour tout crime ou délit commis par une personne majeure et limitation de la reproduction à un enfant par couple. De plus, les dirigeants de l'Arche font des choix impitoyables pour assurer leur futur, notamment exiler secrètement un groupe de 100 prisonniers mineurs à la surface de la Terre pour savoir si elle est redevenue habitable. Pour la première fois depuis près d'un siècle, des humains retournent sur la planète Terre.
Parmi les 100 exilés, il y a Clarke, la brillante adolescente, fille de l'officier médical en chef de l'Arche ; Wells, le fils du Chancelier ; Finn le « bad-boy » de la bande, le duo Bellamy et Octavia, que la fraternité a toujours poussé à enfreindre les règles, ainsi que Jasper et Monty, meilleurs amis depuis leur enfance. Privés de communication avec la Terre, les dirigeants de l'Arche – la mère de Clarke, Abby, le Chancelier Jaha et son commandant en second, Kane – doivent prendre des décisions difficiles au sujet de la vie, de la mort et de la survie de l'espèce humaine piégée dans l'Arche. Pour les 100 survivants, la Terre est une planète étrangère dont ils ignorent tout, un royaume mystérieux qui peut être magique un instant et mortel l'instant suivant. La survie de l'espèce humaine repose sur les Cent, ils doivent parvenir à transcender leurs différences afin de survivre. Leur mission est aussi de faire savoir aux occupants de l'Arche que la Terre n'est plus cette planète délétère et inhospitalière qu'elle a été pendant plusieurs décennies.

## Distribution

### Acteurs principaux
| Acteurs             | VF                                  | Personnages         | saison 1   | saison 2   | saison 3   | saison 4   | saison 5   | saison 6   | saison 7   |
| ------------------- | ----------------------------------- | ------------------- | ---------- | ---------- | ---------- | ---------- | ---------- | ---------- | ---------- |
| Eliza Taylor-Cotter | Karine Foviau                       | Clarke Griffin      | Principale | Principale | Principale | Principale | Principale | Principale | Principale |
| Marie Avgeropoulos  | Alice Taurand                       | Octavia Blake       | Principale | Principale | Principale | Principale | Principale | Principale | Principale |
| Bob Morley          | Alexandre Guansé                    | Bellamy Blake       | Principal  | Principal  | Principal  | Principal  | Principal  | Principal  | Principal  |
| Paige Turco         | Emmanuèle Bondeville                | Abigail Griffin     | Principale | Principale | Principale | Principale | Principale | Principale | Invitée    |
| Henry Ian Cusick    | Bruno Choël                         | Marcus Kane         | Principal  | Principal  | Principal  | Principal  | Principal  | Principal  |            |
| Christopher Larkin  | Adrien Larmande                     | Monty Green         | Principal  | Principal  | Principal  | Principal  | Principal  | Invité     |            |
| Isaiah Washington   | Jean-Paul Pitolin                   | Thelonious Jaha     | Principal  | Principal  | Principal  | Principal  | Invité     |            |            |
| Devon Bostick       | Donald Reignoux                     | Jasper Jordan       | Principal  | Principal  | Principal  | Principal  |            |            |            |
| Thomas McDonell     | Alexandre Gillet                    | Finn Collins        | Principal  | Principal  | Invité     |            |            |            |            |
| Lindsey Morgan      | Daniela Labbé-Cabrera               | Raven Reyes         | Récurrente | Principale | Principale | Principale | Principale | Principale | Principale |
| Ricky Whittle       | Jean-Baptiste Anoumon               | Lincoln             | Récurrent  | Principal  | Principal  | Invité     |            |            |            |
| Richard Harmon      | Alexis Tomassian                    | John Murphy         | Récurrent  | Récurrent  | Principal  | Principal  | Principal  | Principal  | Principal  |
| Tasya Teles         | Ludivine Maffren                    | Echo                |            | Invitée    | Invitée    | Récurrente | Principale | Principale | Principale |
| Zach McGowan        | Jérémie Covillault                  | Roan                |            |            | Récurrent  | Principal  |            |            | Invité     |
| Lola Flanery        | Fanny Bloc                          | Madi Griffin        |            |            |            |            | Récurrente | Récurrente | Récurrente |
| Shannon Kook        | Julien Crampon                      | Jordan Green        |            |            |            |            | Invité     | Principal  | Principal  |
| J. R. Bourne        | Éric Aubrahn                        | Russell Lightbourne |            |            |            |            |            | Principal  | Principal  |
| Chuku Modu          | Pascal Nowak (s6) / Jim Redler (s7) | Gabriel Santiago    |            |            |            |            |            | Récurrent  | Principal  |
| Shelby Flannery     | Peggy Martineau                     | Hope Diyoza         |            |            |            |            |            | Invitée    | Principale |

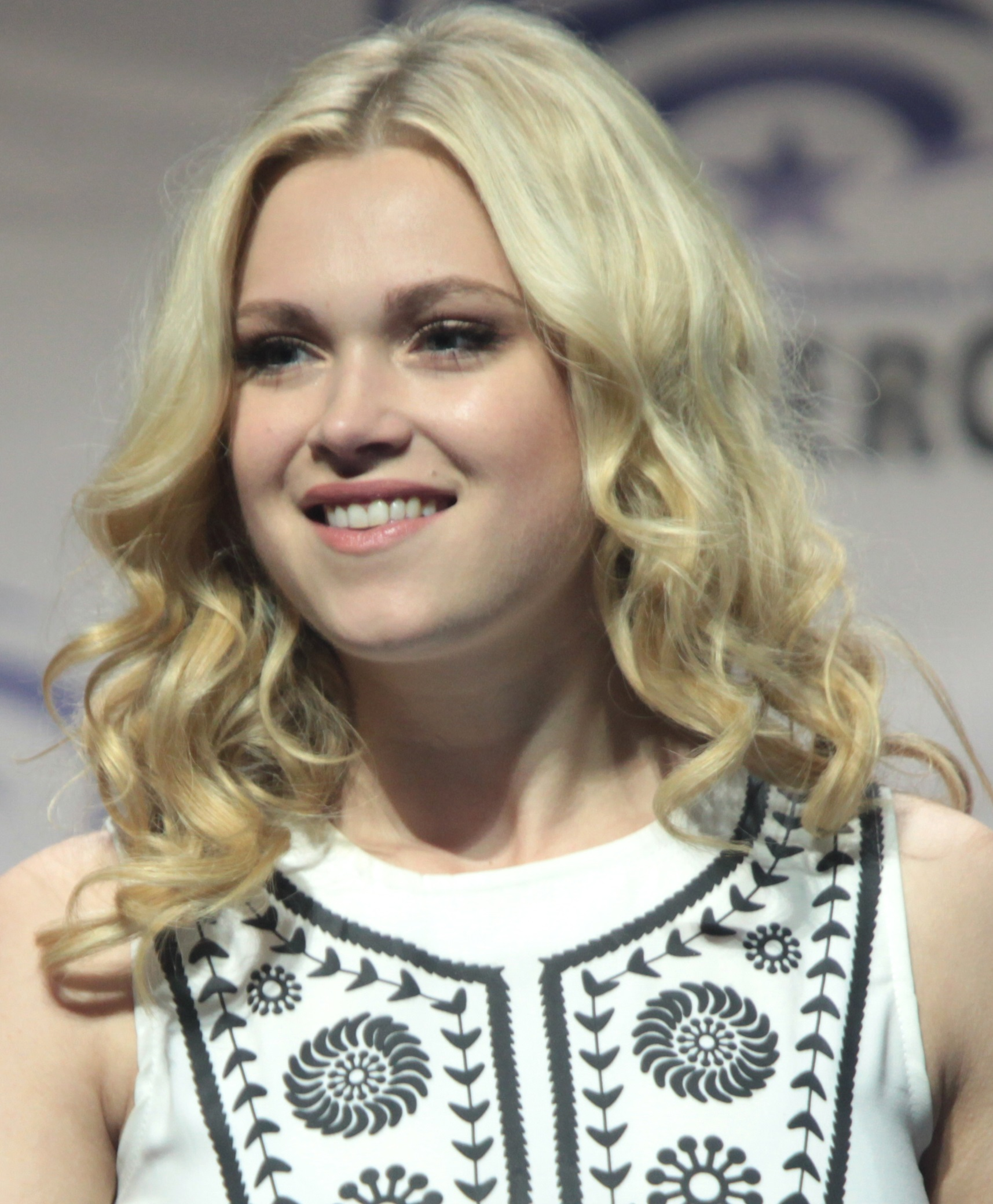
Eliza Taylor-Cotter interprète Clarke.
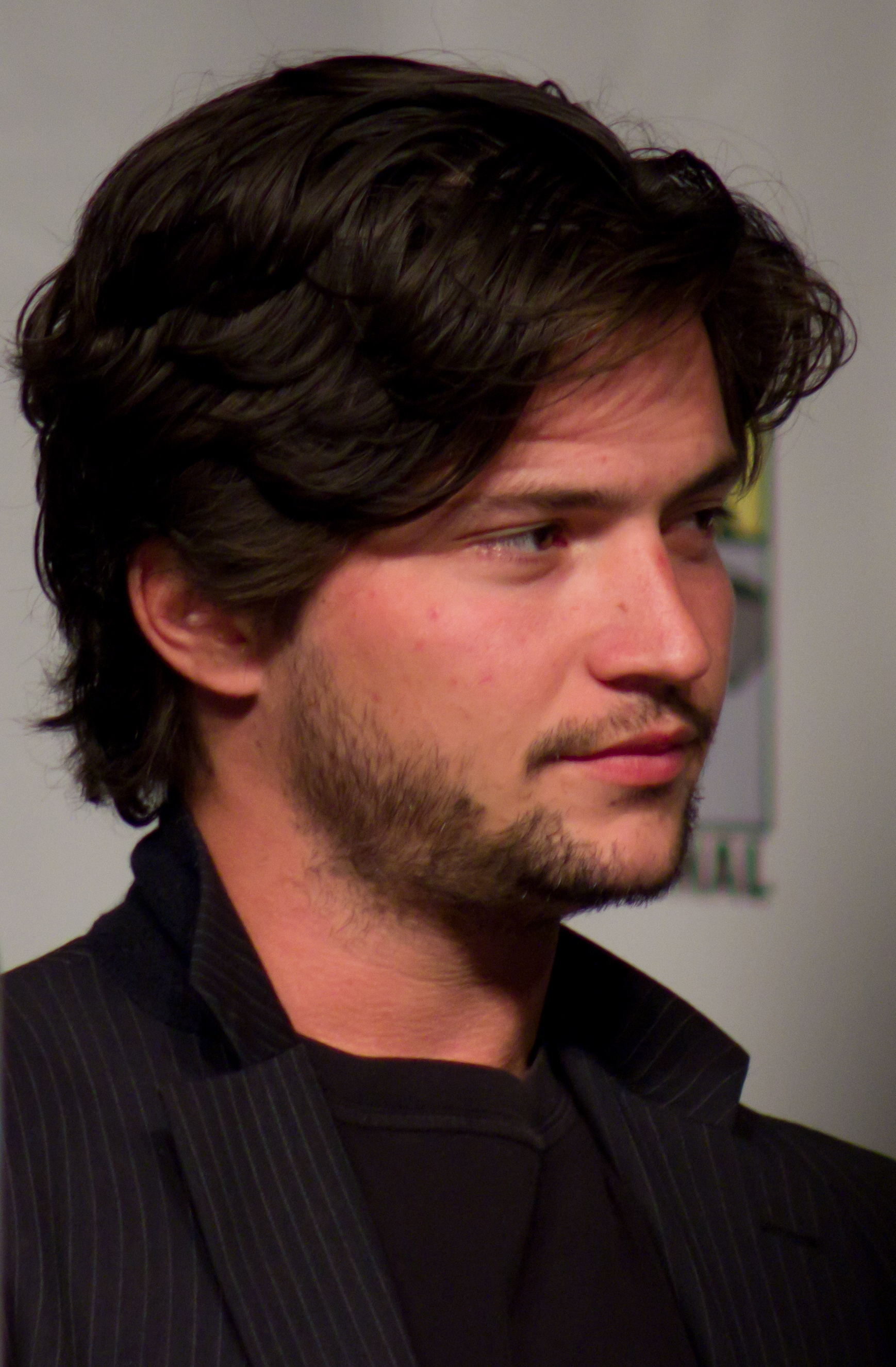
Thomas McDonell interprète Finn.
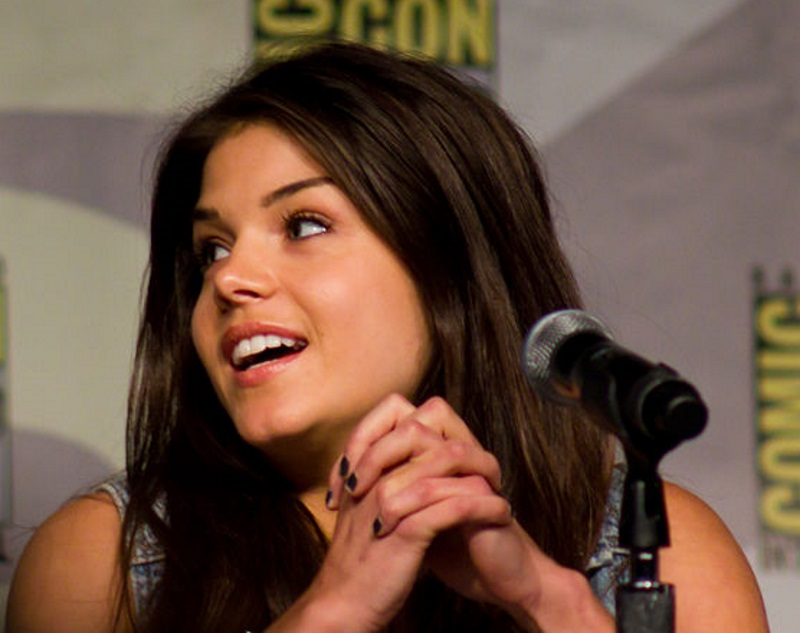
Marie Avgeropoulos interprète Octavia.
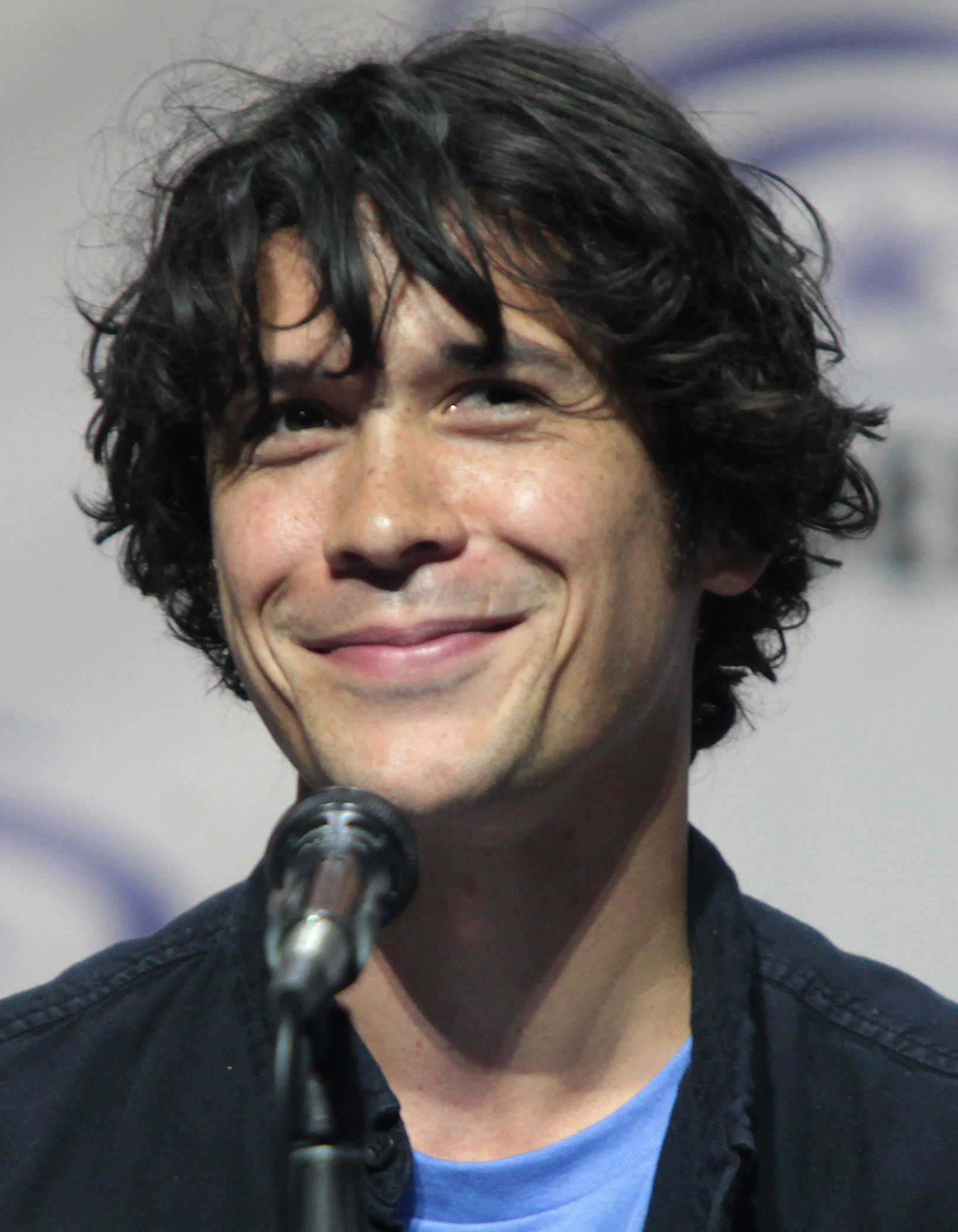
Bob Morley interprète Bellamy.
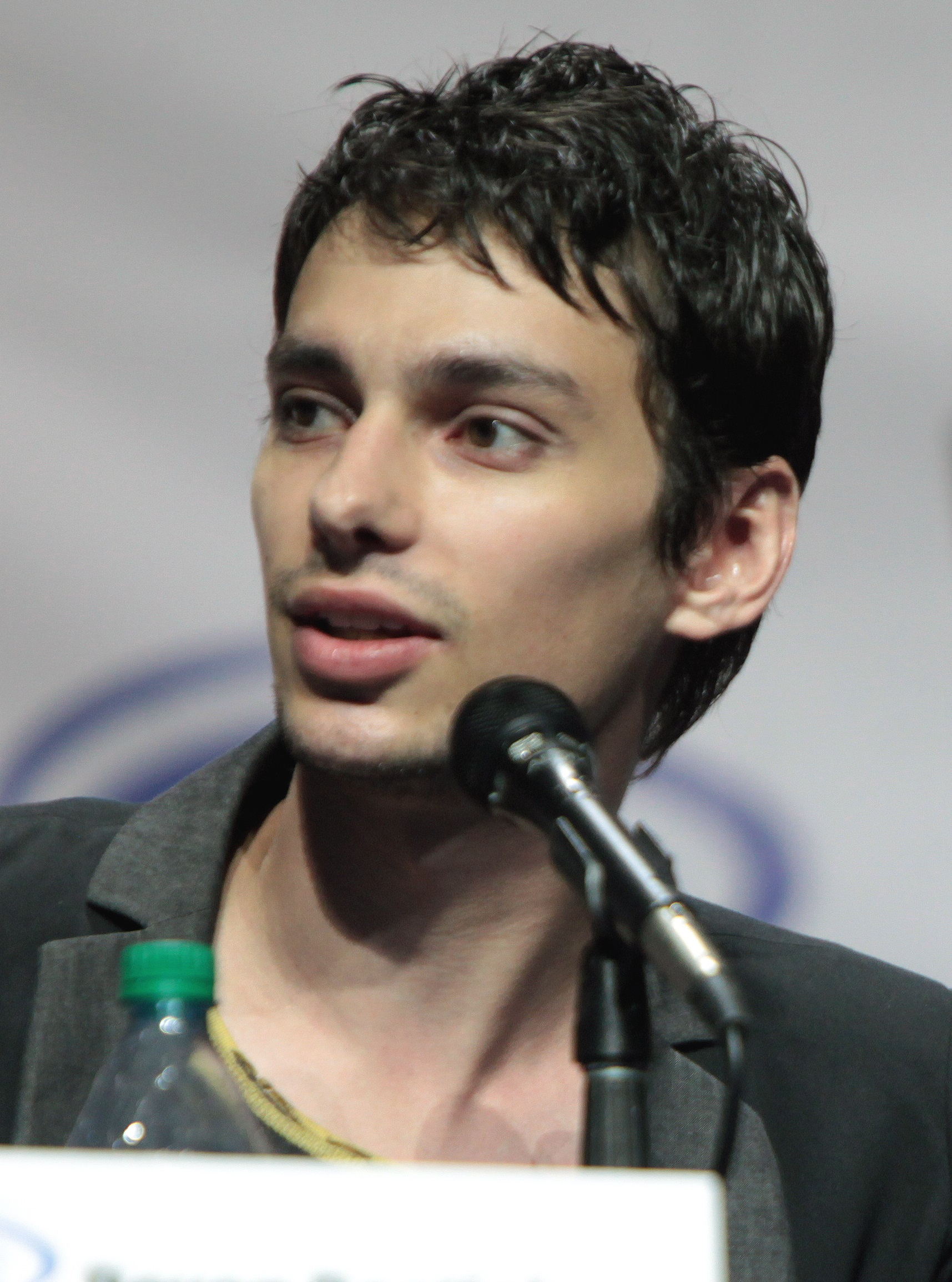
Devon Bostick interprète Jasper.
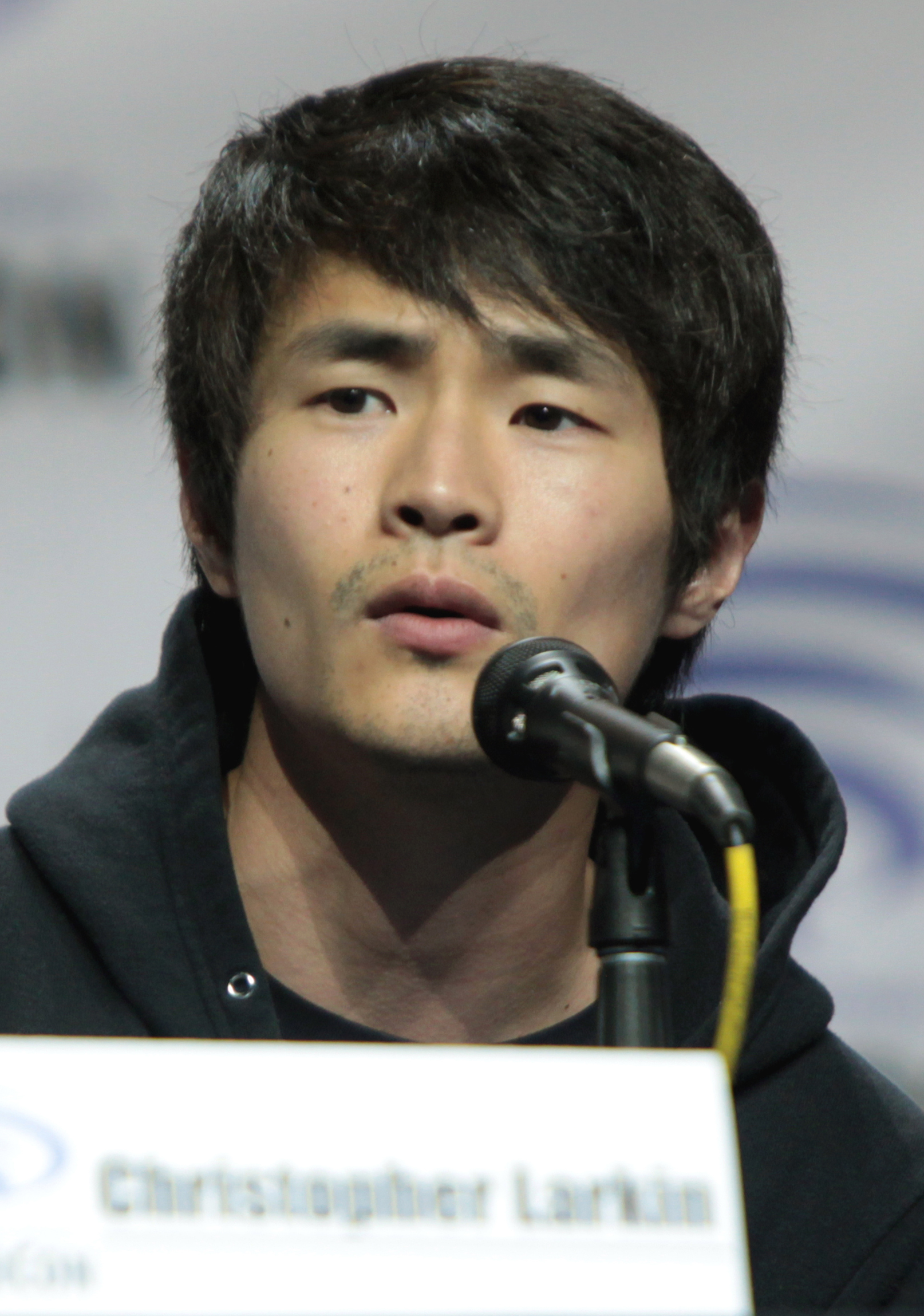
Christopher Larkin interprète Monty.
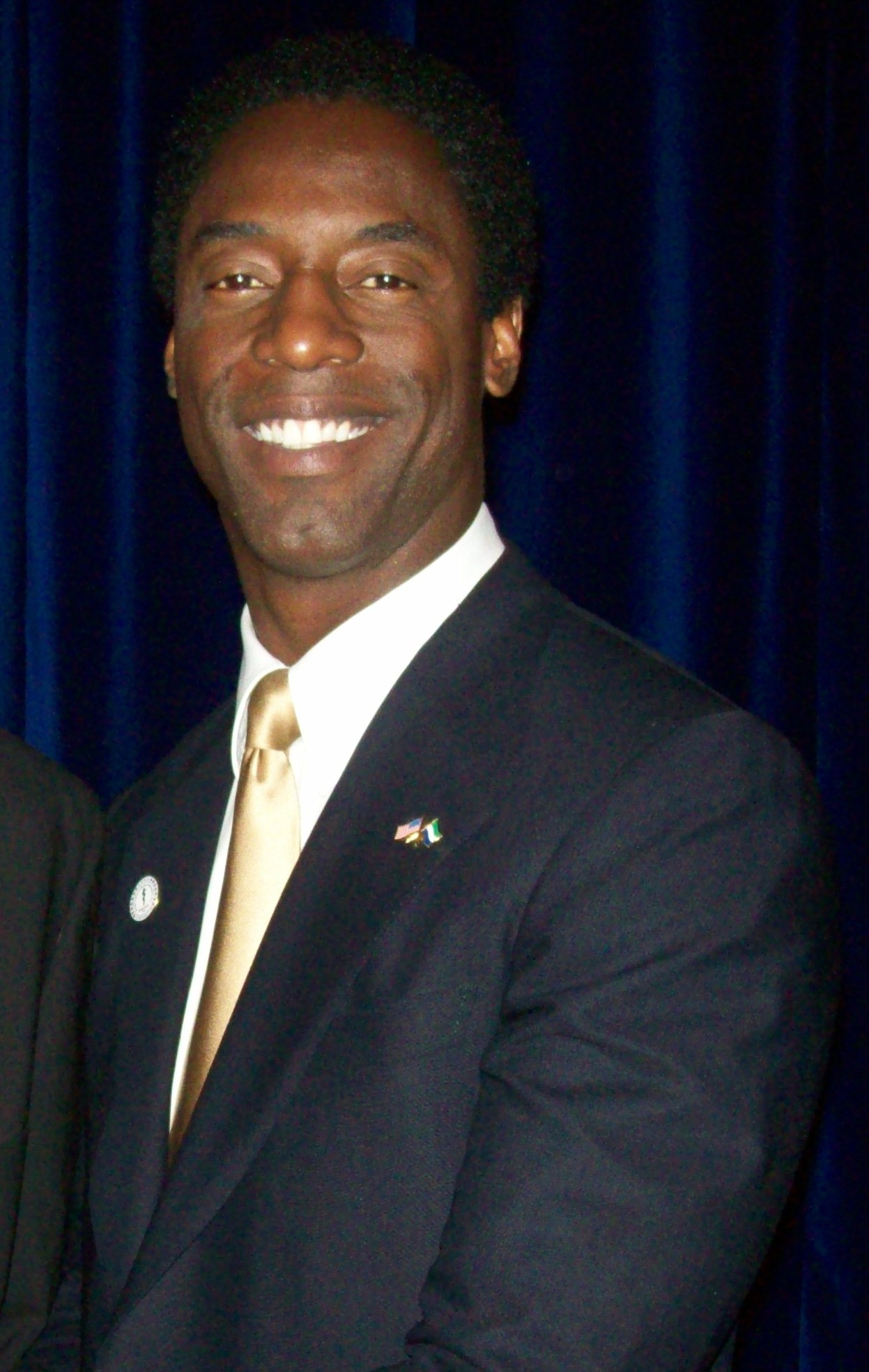
Isaiah Washington interprète Jaha.

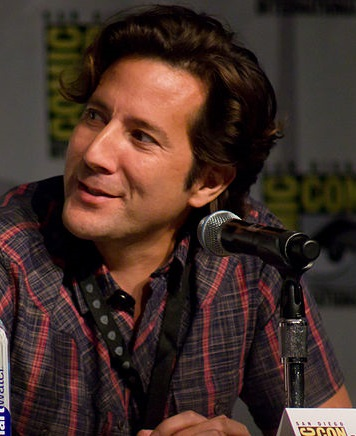
Henry Ian Cusick interprète Kane.
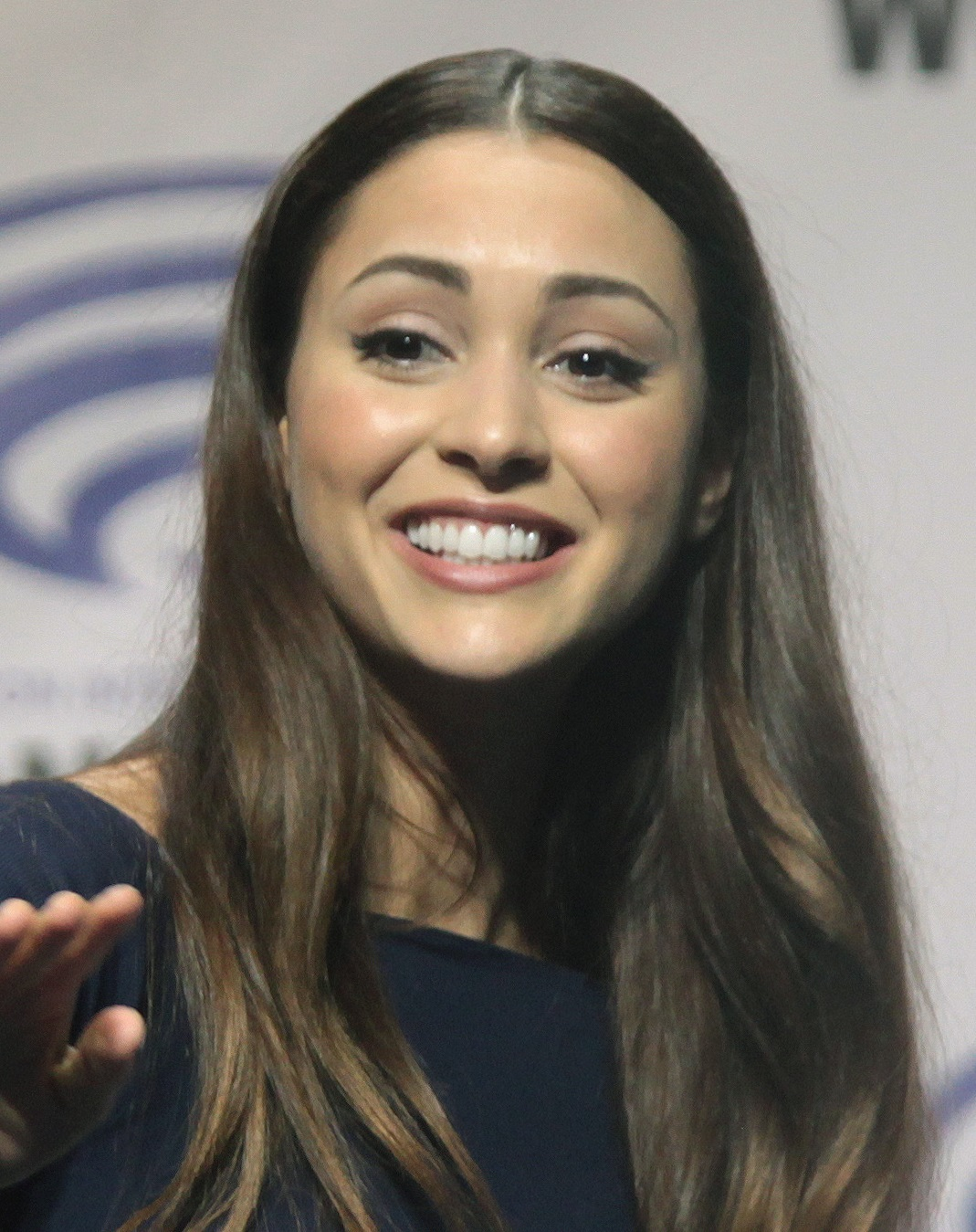
Lindsey Morgan interprète Raven.
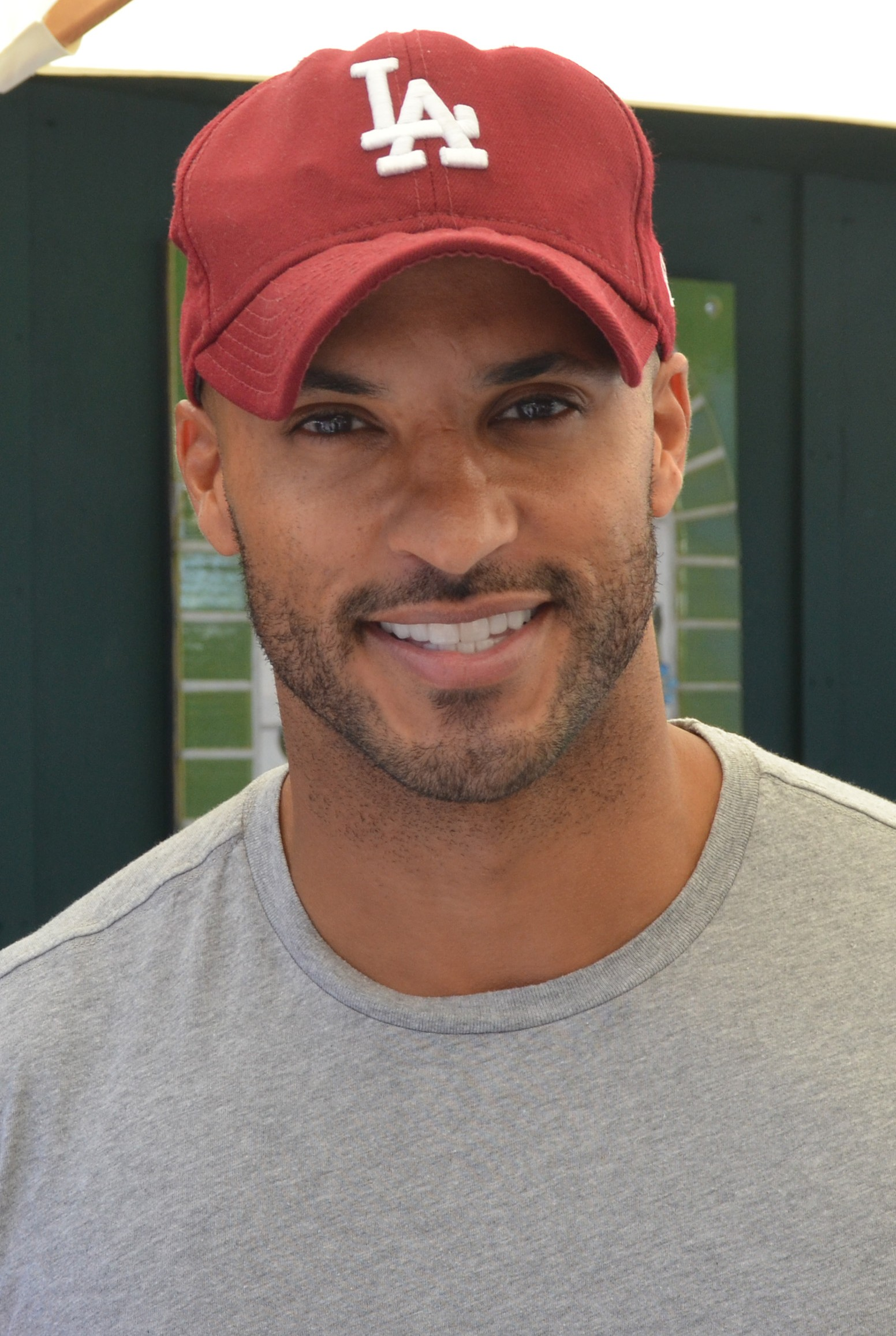
Ricky Whittle interprète Lincoln.
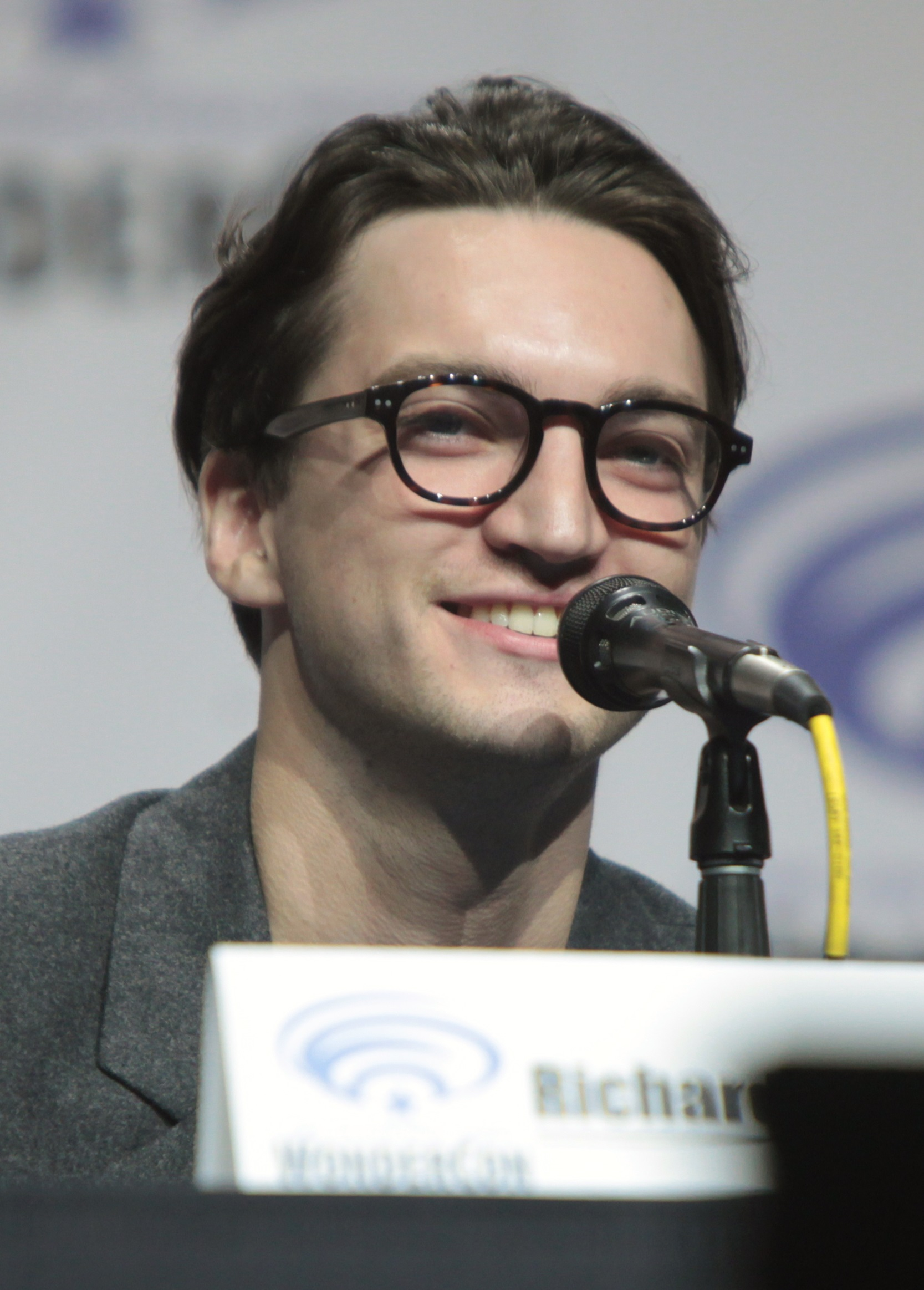
Richard Harmon interprète Murphy.
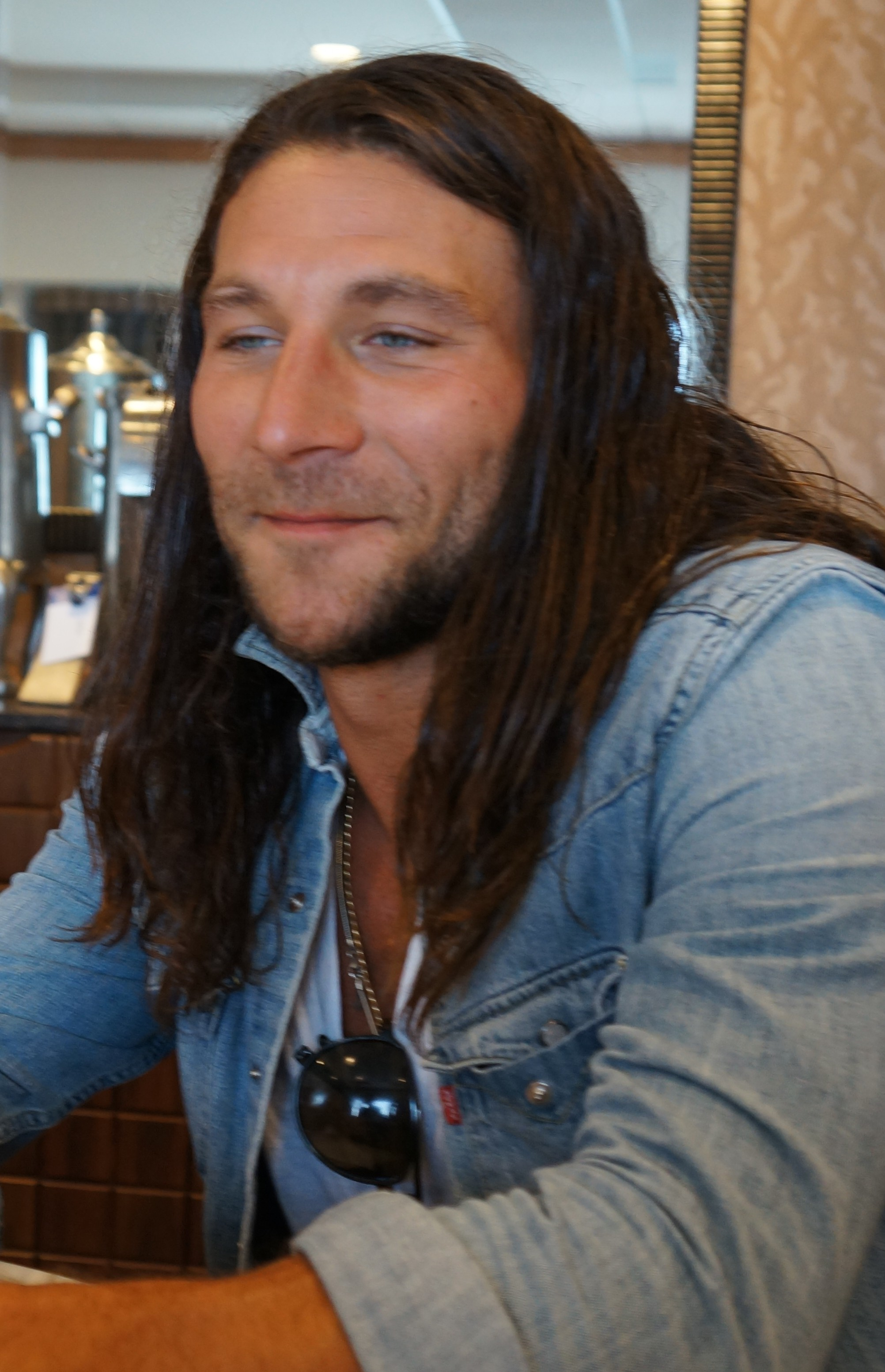
Zach McGowan interprète Roan.
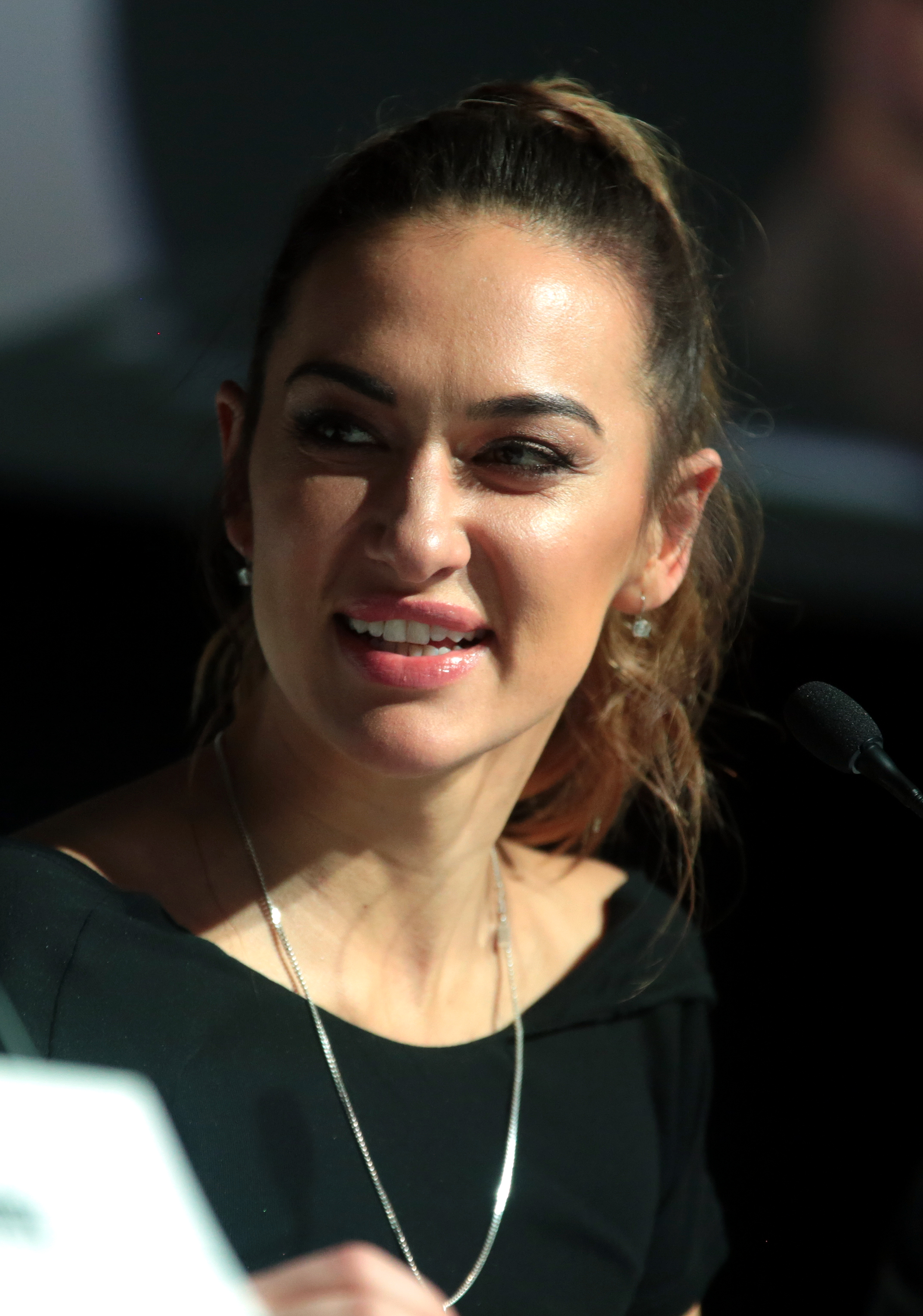
Tasya Teles interprète Echo.
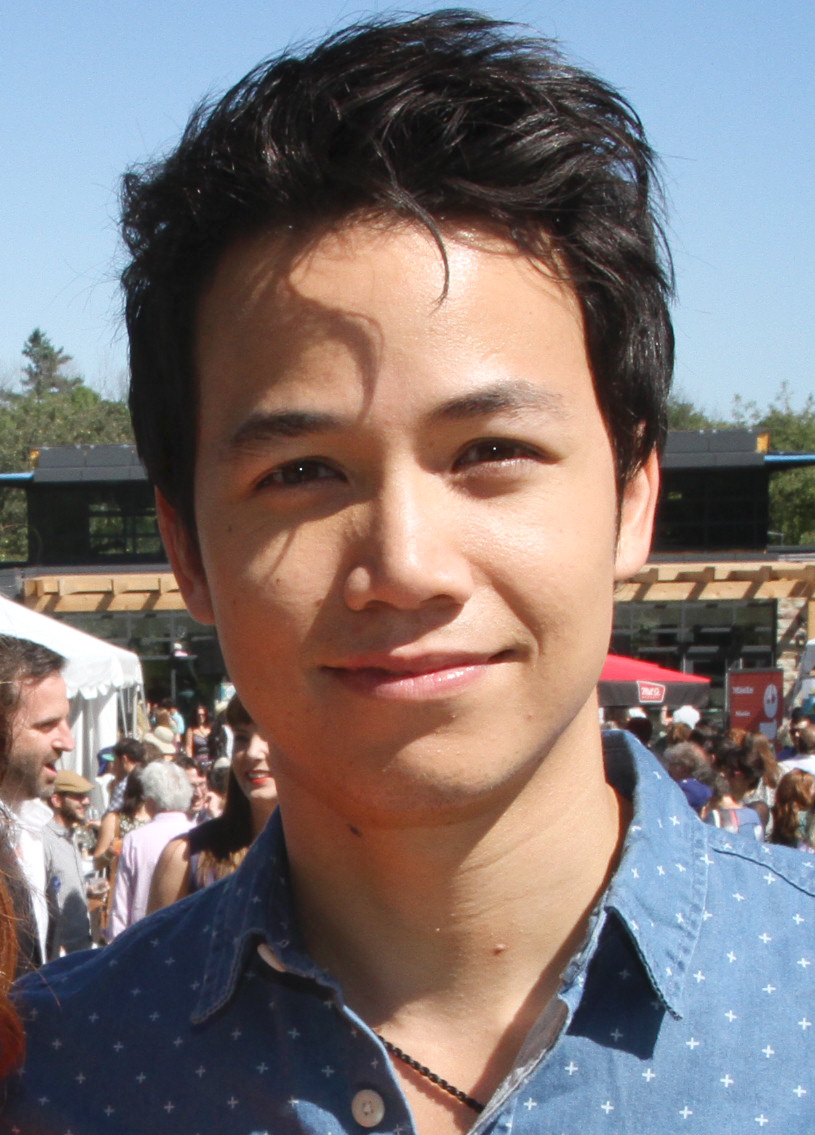
Shannon Kook-Chun interprète Jordan.
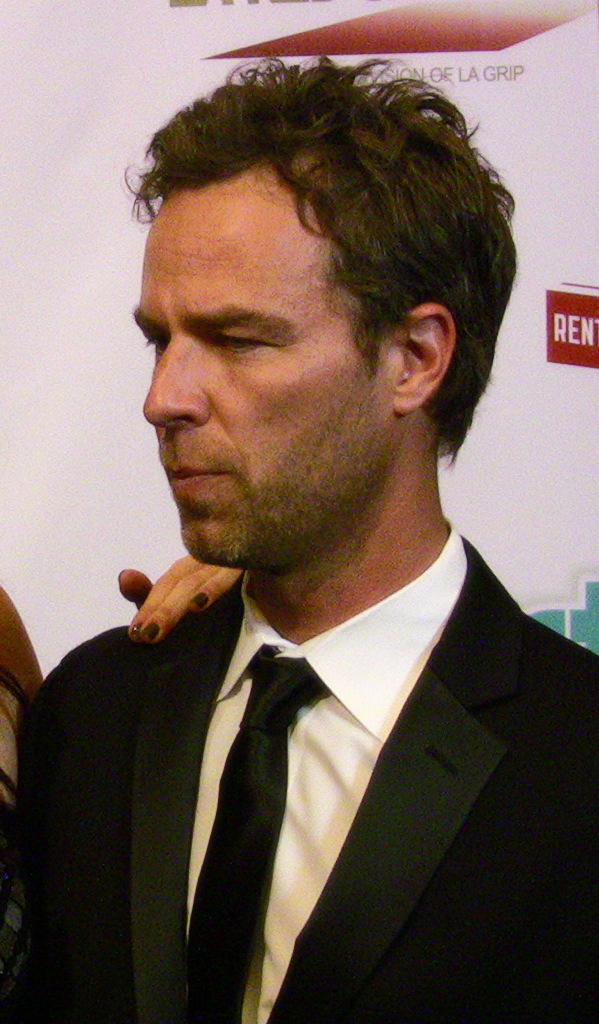
J. R. Bourne interprète Russell Lightbourne.

### Acteurs récurrents
Version française
- Société de doublage : Dubbing Brothers[8],[9]
- Direction artistique : Laurent Dattas[9]
- Adaptation des dialogues : Émeline Bruley et Vanessa Azoulay[9]

 Source et légende : version française (VF) sur RS Doublage et Doublage Séries Database

## Production

### Développement
En octobre 2012, The CW met en route un projet de série de science-fiction post-cataclysmique  nommée The Hundred écrite par Jason Rothenberg et produite par Leslie Morgenstein et Gina Girolamo. La chaîne lui commande un pilote en janvier 2013 puis commande la série définitivement le 9 mai 2013 en lançant la production d'une première saison de treize épisodes dont la diffusion est prévue à la mi-saison.
Le 8 mai 2014, la série est renouvelée pour une deuxième saison de seize épisodes.
Le 11 janvier 2015, la série est renouvelée pour une troisième saison de seize épisodes, prévue pour la mi-saison 2015-2016.
Le 11 mars 2016, la série est renouvelée pour une quatrième saison de treize épisodes, diffusée début 2017.
Le 10 mars 2017, la série a été renouvelée pour une cinquième saison de treize épisodes, diffusée en 2018.
Le 7 mai 2018, la série est renouvelée pour une sixième saison.
Le 24 avril 2019, la série est renouvelée pour une septième saison. Le créateur Jason Rothenberg annonce sur son compte Twitter le 4 août 2019 qu'elle sera la dernière.

### Attribution des rôles
Les rôles ont été attribués dans cet ordre : Bob Morley et Eli Goree, Henry Ian Cusick, Eliza Taylor-Cotter, Marie Avgeropoulos, Paige Turco, Isaiah Washington, Thomas McDonell, Christopher Larkin et Kelly Hu.
En août 2013, Lindsey Morgan décroche un rôle récurrent. Elle est ensuite promue à la distribution principale pour la saison 2 avec Ricky Whittle, qui joue Lincoln.
En juillet 2014, Raymond J. Barry décroche un rôle récurrent pour la deuxième saison, puis en octobre 2014, Adina Porter suivie de Ty Olsson décrochent un rôle récurrent.
En mars 2015, Richard Harmon est promu acteur principal pour la troisième saison.
En février 2016, il est annoncé que Ricky Whittle quitte la série.
En juillet 2016, Zach McGowan est promu acteur régulier pour la saison 4.
En mai 2017, Isaiah Washington, annonce son départ de la série à l'issue de la saison 4. Il annonce cependant qu'il apparaîtra dans deux ou trois épisodes de la saison 5 en tant qu'invité. Invitée puis récurrente, Tasya Teles (Echo) est promue à la distribution principale pour la cinquième saison.
En août 2017, Lola Flanery est annoncée pour reprendre le rôle de Madi, Jordan Bolger incarnera un prisonnier du nom de Zeke Shaw et Ivana Miličević interprétera Charmaine Diyoza dans un rôle récurrent lors de la cinquième saison. Le showrunner Jason Rothenberg a ensuite annoncé sur Twitter que Zeke avait été renommé Miles pour des raisons légales.

### Tournage
La série est tournée à Vancouver en Colombie-Britannique au Canada.
Le 12 mars 2020, Warner Bros. Television met en arrêt la production de toutes ses séries en raison de la pandémie de Covid-19. Toutefois, Les 100 n'est pas touchée par cette mesure parce que le tournage de la septième saison a pu être terminé à temps.

### Fiche technique
Sauf indication contraire, les informations mentionnées dans cette section peuvent être confirmées par la base de données cinématographiques IMDb,  présente dans la section « Liens externes ».
- Titre original : The 100
- Titre français : Les 100
- Autres titres francophones : Les Cent[44]
- Création : Jason Rothenberg
- Réalisation : Bharat Nalluri (épisode pilote), Jason Rothenberg (épisode final)
- Scénario : Jason Rothenberg (showrunner), d'après les romans de Kass Morgan
- Direction artistique : Alyssa King, Dustin Farrell, Nancy Ford, Sandra Nieuwenhuijsen, Jason Ray, Harrison Yurkiw, Margot Ready
- Décors : James Philpott, Matthew Budgeon
- Costumes : Katia Stano, Allisa Swanson, Farnaz Khaki-Sadigh, Sheila White, Toni Burroughs-Rutter
- Photographie : Michael C. Blundell, Philip Linzey, Jim Stacey, Nathaniel Goodman
- Son : Norval D. Crutcher III
- Musique : Evan Frankfort, Liz Phair, Marc Bauer (thème et saisons 1 et 2), Tree Adams (saison 3 à 7)
- Montage : Jeff Granzow, Scot J. Kelly, Sara Mineo
- Casting : Danielle Aufiero, Barbara Fiorentino, Amber Horn, Nicola Anderson
- Production : Tim Scanlan, Kira Snyder, Heidi Cole McAdams, Alyssa Clark, Georgia Lee, T.J. Brady, Rasheed Newson, Erica Meredith, Charles Lyall
  - Production déléguée : Jason Rothenberg, Dean White, Elizabeth Craft, Sarah Fain et al.
  - Production associée : Dieter Ismagil
  - Coproduction : Emanuel Fidalgo, Miranda Kwok, Justine Juel-Gilmer, Tracy Bellomo, Donald Munro, Akela Cooper
- Sociétés de production : Bonanza Productions, Alloy Entertainment, Warner Bros. Television, CBS Television Studios
- Sociétés de distribution : The CW Television Network (États-Unis), NBCUniversal (France, Suisse, Belgique), Bell Média (Québec)
- Budget : n/a
- Pays d'origine :  États-Unis
- Langue originale : anglais
- Format : couleur - 16:9 - son Dolby Digital
- Genre : série télévisée de science-fiction
- Nombre de saisons : 7
- Nombre d'épisodes : 100
- Durée : 43 minutes
- Dates de première diffusion :
  - États-Unis : 19 mars 2014
  - Québec (Canada) : 29 décembre 2014
  - France, Suisse, Belgique : 20 janvier 2015
- Classification : déconseillé aux moins de 12 ans

### Diffusion internationale
Au Canada, Les 100 est mise en ligne sur la plateforme Netflix le lendemain matin de sa diffusion originale. La première saison est mise en ligne entre le 20 mars 2014 et le 12 juin 2014. La deuxième saison entre le 23 octobre 2014 et le 12 mars 2015. La troisième saison entre le 22 janvier 2016 et le 20 mai 2016. La quatrième saison entre le 2 février 2017 et le 25 mai 2017. La cinquième saison entre le 25 avril 2018 et le 8 août 2018. La sixième saison entre le 1er mai 2019 et le 7 août 2019. Enfin, la septième et dernière saison entre le 21 mai 2020 et le 1er octobre 2020.
En France, la série est diffusée pour la première fois sur la chaîne Syfy plusieurs mois après sa diffusion originale. La première saison est diffusée du 20 janvier 2015 au 3 mars 2015. La deuxième saison du 15 septembre 2015 au 3 novembre 2015. La troisième saison du 15 novembre 2016 au 3 janvier 2017. La quatrième saison du 12 décembre 2017 au 6 février 2018. La cinquième saison du 9 octobre 2018 au 13 novembre 2018. La sixième saison du 3 septembre 2019 au 8 octobre 2019. Finalement, la dernière saison est diffusée du 6 octobre 2020 au 24 novembre 2020.

## Épisodes
La série est constituée de sept saisons, comptant chacune treize (saisons 1, 4, 5 et 6) ou seize (saisons 2, 3 et 7) épisodes.
| Saison | Nombre d'épisodes | Diffusion originale sur The CW | Diffusion originale sur The CW | Diffusion originale sur The CW |
| Saison | Nombre d'épisodes | Années                         | Début de saison                | Fin de saison                  |
| ------ | ----------------- | ------------------------------ | ------------------------------ | ------------------------------ |
| 1      | 13                | 2014                           | 19 mars 2014                   | 11 juin 2014                   |
| 2      | 16                | 2014-2015                      | 22 octobre 2014                | 11 mars 2015                   |
| 3      | 16                | 2016                           | 21 janvier 2016                | 19 mai 2016                    |
| 4      | 13                | 2017                           | 1er février 2017               | 24 mai 2017                    |
| 5      | 13                | 2018                           | 24 avril 2018                  | 7 août 2018                    |
| 6      | 13                | 2019                           | 30 avril 2019                  | 6 août 2019                    |
| 7      | 16                | 2020                           | 20 mai 2020                    | 30 septembre 2020              |

### Première saison (2014)
Composée de treize épisodes, elle a été diffusée du 19 mars 2014 au 11 juin 2014 sur The CW aux États-Unis.
Résumé
Cela fait 97 ans qu'une apocalypse nucléaire a ravagé et irradié la Terre. Sur une station spatiale qui était en orbite à ce moment-là, l'Arche, des humains ont survécu et ont organisé leurs vies et celles de leurs enfants selon des règles très strictes : n'importe quel acte illégal est passible de la peine de mort par éjection dans l'espace, sauf pour les moins de 18 ans qui s'accumulent dans la seule prison. C'est alors que les dirigeants s'aperçoivent que l'Arche ne pourra plus les maintenir en vie pour longtemps, et décident d'envoyer 100 prisonniers mineurs sur Terre pour savoir si celle-ci est redevenue habitable.

### Deuxième saison (2014-2015)
Composée de seize épisodes, elle a été diffusée du 22 octobre 2014 au 11 mars 2015 sur The CW, aux États-Unis.
Résumé
48 des 100 se retrouvent prisonniers dans des chambres au Mont Weather. Clarke tente tout de suite de s'échapper, avant de réaliser que ses amis sont accueillis avec bienveillance par Dante Wallace, le chef des survivants de la montagne. Cependant, elle a des doutes sur ses intentions et commence à rechercher les sombres secrets de ce peuple.
De leur côté, Abby, Marcus et le reste de leur station partent à la recherche des 100 sans savoir qu'ils sont au Mont Weather et se heurtent à l'hostilité des Natifs.
Bellamy retrouve Finn qui a été capturé par un Natif, Tristan, et tente de le libérer.
Lincoln emmène Octavia voir son amie Luna mais le temps est compté.
Raven n'a pas été emmenée au Mont Weather car leurs soldats ne l'ont pas trouvée, et elle est maintenant seule, blessée dans le vaisseau.
Quant à Jaha, il est lui aussi tout seul sur la dernière station de l'Arche.

### Troisième saison (2016)
Composée de seize épisodes, elle a été diffusée du 21 janvier 2016 au 19 mai 2016 sur The CW, aux États-Unis.
Résumé
Cela fait trois mois que Clarke s'est exilée après avoir irradié le Mont Weather pour sauver ses amis. Une sorte de paix a été établie entre le Peuple du Ciel, désormais appelé Skaikru, et les Natifs, mais elle est mise à l'épreuve par un clan natif, la Nation des Glaces, et surtout par Charles Pike, le chef d'une station dernièrement découverte sur Terre, qui voue une haine aux Natifs à cause des actes de la Nation des Glaces. Clarke se cache chez une Native mais beaucoup de personnes la recherchent, l'appelant maintenant la « Commandante de la Mort ».
Pendant ce temps-là, sur l'île, Murphy, qui a été emprisonné dans le phare, est libéré et découvre Jaha dans la villa, qui semble très étrange et s'est allié avec l'intelligence artificielle appelée A.L.I.E..

### Quatrième saison (2017)
Composée de treize épisodes, elle est diffusée depuis le 1er février 2017 sur The CW, aux États-Unis.
Résumé
Maintenant qu'A.L.I.E. a été détruite, les Natifs sont redevenus méfiants envers les Skaikru, et notamment la Nation de Glace qui tente un autre coup d'État. Mais il faut surtout trouver une solution pour trouver comment survivre à l'entrée en fusion des réacteurs nucléaires qui n'ont pas été détruits par l'apocalypse. Alors que des alliances se forment entre clans, la course contre la vague mortelle de radiations appelée « Praimfaya » , prévue dans six mois, commence mais les guerres entre Natifs et Skaikru mettent en péril la survie des humains.

### Cinquième saison (2018)
Composée de treize épisodes, elle est diffusée depuis le 24 avril 2018 sur The CW, aux États-Unis.
Résumé
Cela fait six ans que la vague mortelle a détruit tout sur son passage, laissant derrière elle Clarke, seule, essayant tout pour survivre et cherchant à contacter les autres groupes. Dans l'espace, Bellamy et les autres tentent de trouver une solution pour redescendre sur le sol, sans succès. Octavia est, quant à elle, devenue impitoyable et mène les Wonkru comme une secte, se faisant appeler Blodreina et organisant des conclaves de gladiateurs pour ceux qui enfreignent ses lois. Mais une nouvelle menace fait son apparition : un vaisseau d'anciens prisonniers cryogénisés depuis la première apocalypse débarque sur Terre afin de reconquérir le seul endroit viable de la Terre, la vallée où Clarke s'est installée.

### Sixième saison (2019)
Composée de treize épisodes, elle est diffusée à partir du 30 avril 2019 sur The CW, aux États-Unis.
Résumé
Les 411 Terriens encore en vie se réveillent après un sommeil cryogénique de 125 ans à bord de leur vaisseau spatial, à proximité d'Alpha, une autre planète tournant autour de deux étoiles, la Terre n'étant définitivement plus viable. Clarke et ses amis sont décidés à se montrer plus pacifiques qu'ils ne l'ont été par le passé, afin de prendre un nouveau départ, et sont accueillis par les habitants d'Alpha. Toutefois, cette planète recèle autant de dangers que la Terre.

### Septième saison (2020)
Cette dernière saison de seize épisodes a été diffusée du 20 mai 2020 au 30 septembre 2020 sur The CW, aux États-Unis.
Résumé
La septième saison se passe 132 ans après que les Cent ont été envoyés sur Terre. Durant la dernière saison, les mystères de l’anomalie seront résolus une bonne fois pour toutes. Sur la lune nommée Sanctum, Clarke et ses amis auront la lourde tâche de restaurer la paix tout en gérant les crimes de Russell Prime, des criminels d’Eligius et les revendications des Enfants de Gabriel ; cependant la paix ne se fait point lorsque des habitants d’une autre planète appelée Bardo apparaissent.

## Univers de la série

### Personnages
Clarke Griffin
(interprétée par Eliza Taylor)

Fille d'Abigail Griffin, elle devient rapidement la meneuse du groupe de survivants envoyés sur Terre et se lie d'amitié avec son rival Bellamy. Elle entretient une brève relation avec Finn Collins avant que celui-ci meure. Pour nouer une alliance avec les Natifs, elle conduit les négociations avec la commandante Lexa envers laquelle elle développe des sentiments amoureux. En parallèle, pour libérer son peuple de la menace du Mont Weather, elle commet un génocide en irradiant la base construite dans la montagne. Lors d'une nouvelle apocalypse nucléaire, le Praimfaya, Clarke reste sur Terre tandis que ses amis sont parvenus à fuir dans l'espace ou à se réfugier dans un bunker. Dans sa solitude, elle rencontre par hasard une jeune fille dénommée Madi qu'elle prend sous son aile. Entretemps, ses amis piégés dans l'espace et dans le bunker reviennent à la surface de la Terre. Mais alors que le dernier endroit viable sur Terre est détruit par des missiles nucléaires tirés par un groupe de criminels venus de l'espace, le reste de l'humanité est contraint de fuir dans un vaisseau pour trouver une nouvelle planète habitable. Sur la lune Alpha, Clarke lutte contre un groupe d'humains qui se prétendent des divinités et asservissent un peuple. Dans la dernière saison, elle tente de faire coexister son peuple et le peuple libéré d'Alpha et découvre la cause de la destruction de la Terre et les motivations de l'homme derrière ce plan : atteindre un nouveau stade d'évolution appelé la « Transcendance. »
Abigail « Abby » Griffin
(interprétée par Paige Turco)

Abigail est la mère de Clarke et la médecin en chef sur l'Arche. Elle partage une étroite amitié avec le Chancelier Jaha et devient également amie avec son ancien rival, le conseiller Marcus Kane. Lors de la deuxième saison, Marcus Kane lui confie le rôle de chancelière en son absence. Elle cumule alors difficilement ses postes de chancelier et de médecin. Elle se réfugie de la nouvelle catastrophe nucléaire apocalyptique appelée Praimfaya dans le bunker avec les autres survivants formant Wonkru. Sous terre, elle conseille la reine Octavia Blake et la convainc notamment d'instaurer le cannibalisme pour contrer la famine. Sur la lune Alpha, après avoir découvert le secret des faux dieux (transposer une puce cérébrale dans un nouveau corps pour continuer à vivre), elle y voit le moyen idéal de sauver Marcus Kane : lui donner une nouvelle enveloppe lui permettrait de guérir de ses blessures. Elle est mise à contribution par les faux dieux pour créer du sang d'ébène capable d'accueillir la puce et est contrainte de devenir la nouvelle hôte de Simone, la dirigeante d'Alpha, ce qui laisse Clarke inconsolable. À la fin de la sixième saison, Clarke se voit dans l'obligation de tuer Simone, et pour ce faire doit alors tuer sa mère qui est devenue sa nouvelle hôte. Clarke envoie donc l'enveloppe corporelle de sa mère à la dérive dans l'espace.
Bellamy Blake
(interprété par Bob Morley)

Il est motivé par son besoin de protection envers sa sœur Octavia, c'est pourquoi il la rejoint dans la capsule des Cent envoyée sur Terre. À ses débuts sur Terre, il s'auto-proclame chef du groupe mais se voit vite obligé de partager le rôle avec Clarke, qui deviendra par la suite sa meilleure amie. Au fil de son parcours, il devient plus responsable envers son groupe. Il aide Clarke à irradier le Mont Weather, entraînant la mort de tous ses habitants. Mais il n'apprécie pas l'alliance nouée avec les Natifs et participe à l’élimination de centaines de Natifs envoyés par Lexa pour défendre les siens. Dans la quatrième saison, il continue de soutenir Clarke et de protéger Octavia. Il entretient par la suite une relation avec Echo, une guerrière native, tandis que ses rapports avec sa sœur se dégradent, Octavia étant devenue tyrannique après cinq ans passés à diriger les Terriens restants dans un bunker. Sur la lune Alpha, il est en froid avec Octavia pour ce qu'elle a fait lorsqu'elle était Bloodreina, mais finit par lui pardonner peu à peu. Il meurt de la main de Clarke après avoir rallié la cause des fanatiques désireux d'accéder à la « Transcendance. »
Octavia Blake
(interprétée par Marie Avgeropoulos)

Petite sœur illégitime de Bellamy Blake, elle est emprisonnée quand les autorités de l'Arche découvrent son existence. À ses débuts sur Terre, elle est têtue et instable et se révolte contre son frère. Elle entame une romance cachée avec Lincoln, un Natif capturé par leur groupe. Celui-ci commence à la former pour devenir une guerrière et lui enseigne le langage terrien. Par la suite, elle sauve un groupe de Natifs dont Indra, une proche de la commandante Lexa. Indra, voyant qu'Octavia dispose d'une force de caractère et d'une détermination hors du commun, décide d'en faire son second. Grande combattante, elle devient la cheffe de Wonkru, la tribu réunifiée des survivants de la Terre dans le bunker et impose un régime tyrannique. Elle mène un combat contre les prisonniers venus de l'espace pour le contrôle du dernier espace viable sur Terre. Elle cède plus tard sa place à Madi qui devient la nouvelle commandante, et accompagne le reste de l'humanité à bord du vaisseau des prisonniers au moment où une bombe nucléaire explose sur la vallée. Après un sommeil cryogénique de 125 ans à bord du vaisseau, elle débarque sur la lune Alpha et fait la paix avec ses actions passées avec l'aide de Gabriel, l'un des pionniers de Sanctum qui a renié ses semblables. Elle se réconcilie aussi avec la chef des prisonniers, le colonel Diyoza. Elles entrent toutes les deux dans l'Anomalie, un trou de ver reliant diverses planètes. Elle réside alors pendant dix ans sur la planète Pénitence avec Diyoza et élève avec elle la fille de cette dernière, Hope.
Finn Collins
(interprété par Thomas McDonell)

Finn est envoyé sur Terre parce qu'il a gaspillé trois mois d'oxygène du vaisseau lors d'une sortie illégale dans l'espace pour l'anniversaire de sa petite amie Raven. Sur Terre, il tombe amoureux de Clarke. Il est une personne calme, qui privilégie le dialogue plutôt que la violence. Il est prêt à aider et même se sacrifier pour aider ses amis. Il fait tout pour installer la paix entre les Cent et les Natifs, en s'opposant à Bellamy, qui veut la guerre. Mais alors que Clarke devient introuvable, il devient fou de chagrin et tue les villageois d'un camp de Natifs, qu'il croit à l'origine de la mort de Clarke. Lexa, commandante des Natifs, demande que lui soit livrée Finn afin que justice soit rendue. Regrettant ses actes et voyant qu'il met son peuple en danger, il se rend de lui-même. Lors de la cérémonie de son exécution, Clarke tente de négocier sa libération, mais Lexa refuse. Elle demande alors de lui dire au revoir, court vers Finn et l'embrasse, avant de le poignarder pour lui éviter la torture. Il devient alors le symbole de la paix avec les Natifs.
Jasper Jordan
(interprété par Devon Bostick)
Jasper est un jeune garçon très sensible, optimiste et courageux . Dans la première saison il est amoureux de Octavia et est le meilleur ami de Monty. Il se fait blesser par les natifs et revient au camp après que Bellamy et Finn le découvre mis en appât sur un piège. Dans la saison 2 on le voit tomber amoureux de Maya connu au Mont Weather mais après sa mort il tombe petit à petit dans une déprime qui le poussera à tenter de se suicider à la suite de sa visite dans la cité des Lumières, où il ne ressentait aucune douleur. Il repousse tous ses amis qui essayent de le faire revenir à la raison. Mais après l'annonce de Raven que le Praimfaya arrive et détruira tout sur son passage, il décide de vivre ses derniers temps dans la drogue et la fête. Il meurt à la fin de la saison 4, touché par les radiations après une ultime tentative de Monty de le sauver.
Monty Green
(interprété par Christopher Larkin)
Monty Green est le meilleur ami de Jasper. Ses qualités en ingénierie en font un personnage clé en soutenance à Raven. Il était dans la section agro de l Arche ce qui fait qu'il a des connaissances en herbologie. Dans la saison 2 où il est emprisonné avec Jasper, Harper et Miller, il trouve un moyen de s'échapper avec l aide de Maya. Dans la saison 3 il se bat contre la déprime de Jasper, qui le tient responsable ainsi que Clarke de la mort de Maya. Il se met avec Harper durant la fin de saison 4 et part de la Terre au bord d une capsule avant l anéantissement de la Terre par le Praimfaya. Durant la saison 5, six ans après leur départ sur Terre, il est le seul à vouloir maintenir la paix grâce à ses productions végétales mais Octavia les brûle et la guerre a lieu entre les prisonniers de Diyoza et les "Wonkru". Tout se finit par la destruction de la terre et on apprend dans la saison 6 que lui et Harper ont vécu dans le vaisseau à la recherche d'une planète viable "Sanctum".
Wells Jaha
(interprété par Eli Goree)
Wells est le fils du chancelier Thelonious Jaha, il est également envoyer sur Terre avec les 100 pour accompagner Clarke - sa meilleure amie. Clarke qui ne veut plus lui adresser la parole car elle lui reproche d'avoir fait tuer son père Jake. Finn réussira à les réconcilier en apprenant la vérité. Il meurt tué dans la saison 1, par Charlotte, qui voit en lui Jaha qui a tué ses parents en les envoyant à la dérive. 
Thelonious Jaha
(interprété par Isaiah Washington)
Chancelier dans l'Arche à la saison 1, il se sacrifie pour que son peuple puisse atterrir sur Terre. Il finit par les rejoindre sur Terre mais son rôle de Chancelier est fini. Dans la saison 2, il ira avec Murphy et d'autres de l'Arche à la quête de la cité des Lumières qui se soldera par la rencontre avec Alli. Dans la saison 3, il convainc l'ensemble des rescapés du camp à prendre la pilule, fournie par Alli, qui leur permettent d'accéder à un monde sans douleur. Pilule qui manipule le cerveau et la volonté de ceux qui la prennent, néanmoins quelques réfractaires refusent de la prendre. À la fin de la saison 3, Alli est tuée et Jaha reprend ses esprits et s'effondre devant l'horreur de ses actions. Dans la saison 4, à la suite de l'épisode d Alli, il perd toutes crédibiltées auprès des Sky Crew  et il est celui qui trouve le Bunker qui permettra de protéger du Praimfaya les tribus restantes. Il meurt à la saison 5 en aidant Octavia.
Marcus Kane
(interprété par Henry Ian Cusick)

Marcus est le conseiller à la sécurité de l'Arche dont il tente de prendre le contrôle afin d'instaurer une politique encore plus stricte. Après que l'Arche a atterri sur Terre, il devient Chancelier. Comprenant qu'un conflit durable avec les Natifs n'est pas une bonne chose, il décide de leur proposer une trêve et devient le représentant du peuple de l'Arche auprès des Natifs. Il fait partie du groupe de personnes réfugiées dans le bunker pour échapper au Praimfaya et s'oppose au régime tyrannique d'Octavia. À sa sortie du bunker, il tente de mener une alliance avec des prisonniers revenus sur Terre pour renverser Octavia. Il ressort grièvement blessé d'un combat entre le peuple du bunker et les criminels et est placé en cryogénisation, ses blessures étant trop graves pour être soignées. Alors qu'Abby transpose sa conscience dans un autre corps par l'intermédiaire d'une puce cérébrale, il refuse la situation et décide de se laisser mourir en partant à la dérive dans l'espace.
Raven Reyes
(interprétée par Lindsey Morgan)

Sur Terre, Raven est la mécanicienne et l'experte en explosifs pour les Cent. À l'origine, elle ne faisait pas partie des délinquants envoyés sur Terre. Cependant, elle négocie son aller vers la Terre avec Abby Griffin pour rejoindre son petit ami, Finn Collins, en réparant un vaisseau vieux de quelque cent cinquante ans. Une fois sur Terre, Raven construit une radio rétablissant ainsi le contact entre les Cent et l'Arche. Elle conçoit également des talkies-walkies, des munitions et des bombes. Elle apprend également à Clarke Griffin et Jasper Jordan à bricoler la navette afin de créer une explosion à la fin de la première saison.
John Murphy
(interprété par Richard Harmon)

Dans la saison 1, Murphy se fait rejeter à la suite de quiproquos à l'arrivée des 100 sur la Terre, en effet il sera accusé à la place de Charlotte de la mort de Wells. Il est exilé par Bellamy et se fait enlever par les natifs. Il revient au camp après avoir été torturé par les natifs où il tue les personnages qui ont voulu son exécution à la suite de la mort de Wells. Il blesse Raven à la jambe sans le vouloir et c'est cet incident qui créera des tensions entre eux, en effet à la suite de cela, Raven en restera handicapée - par la suite, elle lui pardonnera et ils seront très complices. Dans la saison 2, on le voit suivre Jaha à la cité des Lumières, il rencontre également Emori qui sera sa compagne jusqu'à la fin de la série. Par la suite, après des débuts difficiles, il deviendra un des piliers de la bande et permettra de les sortir souvent de situations périlleuses.
Lincoln
(interprété par Ricky Whittle)
Lincoln est un Natif qui sauve Octavia Blake des autres Natifs en la détenant prisonnière. Octavia parvient à s'enfuir et Lincoln est capturé par les Cent. Octavia comprend que Lincoln tentait de la protéger, et cherche à le défendre. Elle l'aide à s'enfuir, puis fait comprendre à Bellamy Blake et Clarke Griffin qu'il peut aider, notamment grâce à ses connaissances médicales. Dans la saison 2, Lincoln est capturé par les Montagnards et est transformé en Faucheur. Clarke et Abby parviennent tant bien que mal à le sauver de l'addiction, symbole de paix avec les Natifs. Dans une stratégie de sauvetage des prisonniers de Mont Weather, Lincoln ne résiste pas à la tentation d'une dose de Faucheur, et fait échouer le plan en mettant en danger Bellamy. Il parvient finalement à sortir, sans Bellamy. Lors de la saison 3, il est garde au sein du camp Arkadia, mais voit d'un mauvais œil les actions du nouveau venu Charles Pike, qui deviendra par la suite Chancelier. Celui-ci considère l'armée envoyée par Lexa pour protéger Arkadia comme une menace et envoie un commando l'exterminer. C'est le début d'un blocus des 12 clans autour d'Arkadia. Lincoln, Octavia, Harper, Miller et Kane complotent de l'intérieur pour tenter de raisonner Pike, mais ils sont faits prisonniers. Monty et Bellamy, d'abord du côté de Pike, prennent conscience des actes du Chancelier et tentent de libérer leurs amis. Mais Pike menace de tuer tous les prisonniers Natifs si l'un des fuyards ne se rend pas. Contre la volonté d'Octavia, Lincoln se rend pour éviter que des innocents meurent pour des actes dont il est responsable. Il est exécuté en public d'une balle d'en la tête par Pike, sous les yeux d'Octavia qui fuit.
Nathan Miller
(interprété par Jarod Joseph)
Nathan Miller est un prisonnier de l'Arche qui est envoyé sur Terre avec les Cent. Il est chargé de surveiller Lincoln au dernier étage du vaisseau, lorsque ce dernier est fait prisonnier par les Cent. Mais, distrait par Octavia, il le laisse s'échapper. Dans la saison 2, il est "accueilli" par Mont Weather, où il est en réalité fait prisonnier. Avec Monty, Jasper, Harper et avec l'aide de Maya, ils cherchent à découvrir la vérité. Mais ils sont capturés et envoyés en salle de récolte avec tous les autres membres de l'Arche capturés par les Montagnards. Dans la saison 3, il est garde à Arkadia, mais complote en secret avec Kane et Harper quand Pike passe au pouvoir, dans le but de sauver l'alliance et leurs amis. Il s'enfuit avec Kane, Octavia, Monty, Bellamy, Harper, Sinclair et Bryan, son petit ami, dans une grotte secrète. Ils sont rejoins par Jasper et Clarke, détenant Raven, alors contrôlée par Alie.
Echo
(interprété par Tasya Teles)
Jordan Green
(interprété par Shannon Kook)

Il est le fils de Monty Green et Harper McIntyre, il est né à bord de l'Eligius IV et a grandi sur ce vaisseau. Quand il a eu vingt-six ans, il décide d'aller en cryo car il voudrait apprendre à connaître toutes les personnes dont il a entendu les histoires. En faisant cela, il est conscient qu'il ne reverra plus ses parents. Il se réveillera cent ans plus tard.
Russell Lightbourne
(interprété par J. R. Bourne)
Gabriel Santiago
(interprété par Chuku Modu)
Hope Diyoza
(interprétée par Shelby Flanner)

Elle est la fille de l'ancienne militaire et criminelle Charmaine Diyoza. Elle grandit sur la planète Pénitence, où le temps s'écoule plus vite du fait de la proximité de la planète avec un trou noir. Elle parvient à s'évader de la planète via un trou de ver pour atterrir sur Alpha et découvrir les amis d'Octavia et de sa mère. Elle cherche à retrouver sa mère emprisonnée par le peuple de la planète Bardo, les fanatiques désireux d'atteindre la « Transcendance ».

### Langue artificielle
Le linguiste et créateur de langues artificielles David J. Peterson a construit pour la série le Trigedasleng, langue parlée par les Natifs de la Terre, c'est-à-dire les personnages n'ayant jamais quitté la planète pour vivre sur l'Arche. Dans la série, le Trigedasleng est une langue créole issue de l'anglais. Les deux langues coexistent dans une alternance linguistique, l'une et l'autre étant utilisées tour à tour par les personnages des Natifs.

## Accueil

### Audiences

#### Aux États-Unis
La première diffusion du pilote a attiré 2,73 millions de téléspectateurs (1,2 million de 18-49 ans), soit 310 000 de plus que la diffusion de l'épisode de la série précédente, Arrow. Au troisième épisode, il ne restait que 1,9 million de téléspectateurs (790 000 sur la cible), mais les audiences se sont stabilisées.
La deuxième saison, diffusée depuis septembre 2014, est en légère baisse avec 1,5 million de téléspectateurs en moyenne, dont 670 000 sur les 18-49 ans.
Le graphique qui aurait dû être présenté ici ne peut pas être affiché car il utilise l'ancienne extension Graph, désactivée pour des questions de sécurité. Des indications pour créer un nouveau graphique avec la nouvelle extension Chart sont disponibles ici.

#### Dans les pays francophones
En France, l'épisode pilote (L'Exil) a réuni 609 000 téléspectateurs, soit 2,6 % du public. L'épisode Signes de vie attire 716 000 téléspectateurs, soit 3,0 % de parts d'audience. Toujours autant de téléspectateurs (716 000, soit 3,4 % de parts de marché) pour suivre le 3e épisode Une question de courage. L'épisode La Loi de Murphy est suivi par 688 000 personnes, soit 4,4 % du public.

### Réception critique
Dès ses débuts, la série reçoit un accueil plutôt favorable par les critiques américains. Sur le site Web agrégateur de critiques Rotten Tomatoes, la première saison réalise un score de 76 sur 100 sur une base de 37 critiques. Les critiques sont plus élogieuses encore pour la deuxième saison qui obtient le score de 100 sur 100 d'après 11 critiques. Le score reste élevé mais redescend à 83 sur 100 pour la troisième saison sur une base de 12 critiques. Le score remonte pour la quatrième saison à un score de 93 sur 100 d'après 14 critiques. Pour les cinquième, sixième et septième saisons, la série obtient de nouveau le score unanime de 100 sur 100, respectivement d'après 13, 10 et 8 critiques,,. Sur l'autre site Web agrégateur de critiques majeur Metacritic, la série obtient un score global, pour les trois premières saisons, de 64 sur 100, d'après 34 critiques.
De manière plus détaillée, à la vue du pilote de la série, les critiques américaines décrivent une série haletante, et louent le réalisme et la profondeur des personnages ainsi que la complexité du scénario, tout en pointant parfois du doigt un certain manque d'originalité dans le scénario ou les stéréotypes dont fait preuve la série à l'égard des adolescents.

### Controverse
La mort du personnage de Lexa lors de l'épisode La Treizième Station diffusé le 3 mars 2016 est à l'origine d'une polémique auprès de la communauté des fans de la série et des critiques,. En effet, au-delà de la nécessité pour l'actrice de quitter la série en raison de son engagement dans Fear the Walking Dead, la mort de son personnage s'inscrit dans un trope scénaristique récurrent à la télévision nommé Bury Your Gays,,, qui voit mourir les personnages bisexuels, homosexuels et transgenres de manière prématurée dans le récit lorsqu'une relation commence à s'établir entre eux. Dans la série, le personnage de Lexa est en couple avec celui de Clarke (leur couple est surnommé #Clexa par les fans) et leur relation prend un tournant dans l'épisode par la représentation de la première relation sexuelle entre les deux femmes. Le 24 mars 2016, trois semaines après la diffusion de l'épisode concerné, le créateur Jason Rothenberg en vient à publier une tribune sur son blog afin de s'excuser auprès des fans et de justifier la mort du personnage en rappelant l'intérêt de celle-ci pour le scénario,. En réponse à la mort du personnage, certains fans ont investi les réseaux sociaux, en particulier Twitter, afin de lancer un mouvement de contestation et de promouvoir l'action sociale de mouvements LGBTQ+,,. D'autres se sont pris au jeu de la fanfiction afin de faire revivre le personnage.

### Distinctions

#### Récompenses
- Saturn Awards 2015 : meilleure série télévisée orientée jeunesse

#### Nominations
- Primetime Creative Arts Emmy Awards 2014 : meilleurs effets spéciaux et visuels pour Andrew Orloff, Michael Cliett, Tyler Weiss et collab.
- Teen Choice Awards 2015 :
  - meilleure série télévisée fantastique ou de science-fiction
  - meilleur acteur dans une série télévisée fantastique ou de science-fiction pour Bob Morley
  - meilleure actrice dans une série télévisée fantastique ou de science-fiction pour Eliza Taylor
- Leo Awards 2015 :
  - meilleure interprétation par un acteur invité dans une série dramatique pour Richard Harmon
  - meilleurs costumes dans une série dramatique pour Katia Stano
  - meilleurs décors pour une série dramatique pour Matthew Budgeon et James Philpott
- Teen Choice Awards 2016 :
  - meilleure actrice dans une série télévisée fantastique ou de science-fiction pour Eliza Taylor
  - meilleure alchimie dans une série télévisée pour Eliza Taylor et Bob Morley
- Saturn Awards 2016 : meilleure série télévisée de science-fiction
- Leo Awards 2016 : meilleurs décors pour une série dramatique pour James Philpott, Alyssa King et Alexandra Rojek
- Teen Choice Awards 2017 :
  - meilleur acteur dans une série télévisée fantastique ou de science-fiction pour Bob Morley
  - meilleure actrice dans une série télévisée fantastique ou de science-fiction pour Eliza Taylor
  - meilleure équipe dans une série télévisée pour Eliza Taylor et Bob Morley
- Saturn Awards 2017 : meilleure série télévisée de science-fiction
- Leo Awards 2018 :
  - meilleure interprétation secondaire masculine dans une série dramatique pour Richard Harmon
  - meilleure coordination des cascades dans une série dramatique pour Marshall Virtue et Kimberly Chiang
- Teen Choice Awards 2018 :
  - meilleure série télévisée fantastique ou de science-fiction
  - meilleur acteur dans une série télévisée fantastique ou de science-fiction pour Bob Morley
  - meilleure actrice dans une série télévisée fantastique ou de science-fiction pour Eliza Taylor
- Saturn Awards 2018 : meilleure série télévision de science-fiction
- Teen Choice Awards 2019 :
  - meilleur acteur dans une série télévisée fantastique ou de science-fiction pour Bob Morley
  - meilleure série télévisée fantastique ou de science-fiction
- Saturn Awards 2019 : meilleure série télévisée de science-fiction

## Produits dérivés

### Sorties DVD et Blu-ray
| Intitulé du coffret | Nombre d'épisodes | Dates de sortie          | Dates de sortie      | Nombre de disques | Sociétés de distribution                                                                                                |
| Intitulé du coffret | Nombre d'épisodes | Zone 1 (dont États-Unis) | Zone 2 (dont France) | Nombre de disques | Sociétés de distribution                                                                                                |
| ------------------- | ----------------- | ------------------------ | -------------------- | ----------------- | --- |
| Les 100 - Saison 1  | 13                | 23 septembre 2014        | 8 juillet 2015       | 3                 | Warner Home Video (DVD et Blu-ray de la première saison) Warner Archive Collection (Blu-ray, depuis la deuxième saison) |
| Les 100 - Saison 2  | 16                | 13 octobre 2015          | 1er juin 2016        | 4                 | Warner Home Video (DVD et Blu-ray de la première saison) Warner Archive Collection (Blu-ray, depuis la deuxième saison) |
| Les 100 - Saison 3  | 16                | 19 juillet 2016          | 7 juin 2017          | 4                 | Warner Home Video (DVD et Blu-ray de la première saison) Warner Archive Collection (Blu-ray, depuis la deuxième saison) |
| Les 100 - Saison 4  | 13                | 19 juillet 2017          | 4 avril 2018         | 3                 | Warner Home Video (DVD et Blu-ray de la première saison) Warner Archive Collection (Blu-ray, depuis la deuxième saison) |
| Les 100 - Saison 5  | 13                | 8 octobre 2018           | 3 avril 2019         | 3                 | Warner Home Video (DVD et Blu-ray de la première saison) Warner Archive Collection (Blu-ray, depuis la deuxième saison) |
| Les 100 - Saison 6  | 13                | 25 novembre 2019         | 15 janvier 2020      | 3                 | Warner Home Video (DVD et Blu-ray de la première saison) Warner Archive Collection (Blu-ray, depuis la deuxième saison) |

### Livres

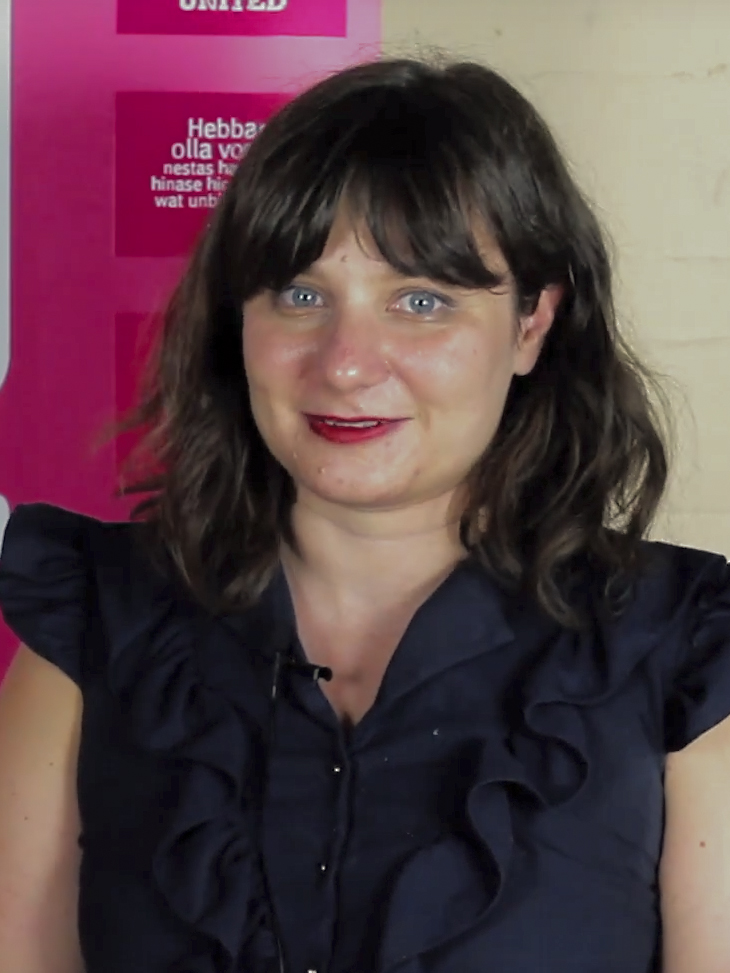
Kass Morgan est l'autrice de la série littéraire Les 100.

Alloy Entertainment, éditeur et société de production de Warner Bros. Television, décide de réaliser deux supports sous forme de livre et de série avec pour idée : 100 adolescents envoyés sur une Terre désertée depuis une centaine d'années par le genre humain. La réalisation du livre est confiée à Kass Morgan et la série, développée en même temps que le livre, est confiée à Jason Rothenberg. Les nombreuses différences entre le roman et la série s'expliquent par une non-concertation des deux parties pendant la phase de création.

### Série dérivée
Jason Rothenberg a longtemps laissé planer le doute quant au lancement d'une série dérivée de Les 100 qui servirait de préquelle à cette dernière. En octobre 2019, le réseau The CW confirme le développement d'une série dérivée créée par Jason Rothenberg dont l'écriture du script est terminée depuis l'été de la même année. Celle-ci est introduite sous forme de backdoor pilot durant la septième et dernière saison de Les 100 dans l'épisode intitulé Anaconda.

## Sources
- (en) Cet article est partiellement ou en totalité issu de l’article de Wikipédia en anglais intitulé « The 100 (TV series) » (voir la liste des auteurs).